# Préciosité

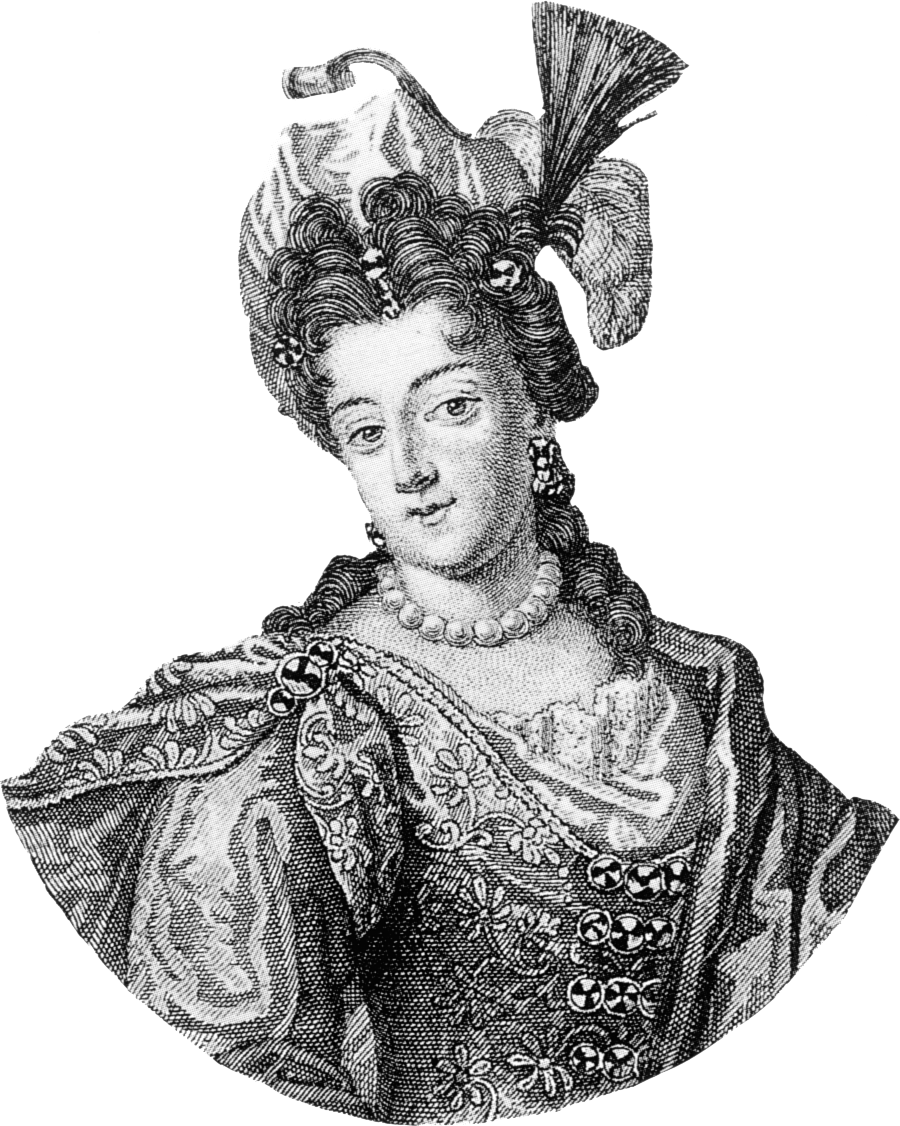
Madeleine de Scudéry, souvent mise en exergue parmi les femmes cataloguées comme Précieuses.

La préciosité désigne un courant littéraire et esthétique né aux alentours de 1660 en France. Il se caractérise par le rôle important qu'y tiennent des femmes écrivaines et par la volonté de purifier la langue de termes vulgaires et d'exalter l'amour. 
Ce terme est néanmoins critiqué pour deux raisons. Il est très peu utilisé au XVIIe siècle et l'on préférait alors parler de littérature "galante". De plus, c'est surtout Molière qui a diffusé le mythe des "précieuses ridicules". Pour des auteurs du XXe et XXIe siècles, le terme "préciosité" renvoie à une réaction misogyne face à l’émergence en force de femmes, et de cercles de femmes (avec les salons littéraires), dans la vie intellectuelle européenne.

## Salons littéraires et rôle des femmes
Aux alentours de 1660, une génération composée d'environ soixante femmes écrivaines, lettrées et/ou passionnées par l'écriture apparaît sur la scène publique dont Madeleine de Scudéry, Madame de La Fayette, Henriette de Coligny de La Suze, Antoinette Des Houlières, Françoise de Motteville, Marie de Nemours, Catherine de Rambouillet et ses filles (Julie d'Angennes notamment), Anne-Geneviève de Bourbon-Condé, Élisabeth-Angélique de Montmorency-Bouteville, Madame de Maintenon, Marie de Sévigné, Madeleine de Souvré, Antoinette de Saliès , Charlotte Saumaise de Chazan, Françoise Pascal, etc,. Plusieurs d’entre elles ont laissé une empreinte durable dans la littérature française comme romancière, poétesse, dramaturge, épistolière, ou mémorialiste, et ont animé des salons littéraires,.
Dans ces salons, on exalte une nouvelle vision de l'amour affranchi de la sexualité et du mariage au nom de l'autonomie des femmes. On valorise aussi le travail sur une langue purifiée et raffinée, faisant écho au mouvement "galant" qui valorise les bonnes mœurs et un style littéraire débarrassé de toute exagération ou vulgarité. Le XVIIe siècle est en effet le siècle du retour en force de la galanterie (et celui de la carte de Tendre), mise en avant par ces mêmes femmes qui plaident dans leurs écrits et leurs conversations pour une évolution des relations hommes/femmes incluant davantage de douceur et de délicatesse, refusant  la sujétion conjugale, et cultivant l’art de la conversation, de la lecture et de l’écriture. Elles veulent avoir accès à l’écrit et au savoir au même titre que les hommes, ce qui fait réagir.
Les acteurs de ce mouvements revendiquent d'ailleurs le terme de "littérature galante" et non pas celui de préciosité . Au XVIIe siècle, aucun auteur en effet ne se réclame d’un courant littéraire de la préciosité.

## Création du terme "précieux"

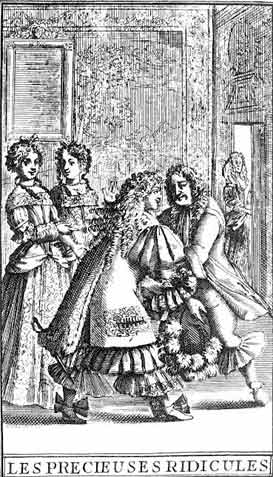
Frontispice d'une pièce de théâtre de Molière, "Les Précieuses Ridicules", satire de la préciosité.

À partir de 1654, en revanche, on nomme précieuses des femmes, souvent de l’aristocratie, dont le comportement mondain, les choix sentimentaux, les aspirations à la culture, l’influence et les ambitions littéraires étonnent. Très vite, ce terme relativement élogieux de précieuses est associé à des moqueries et des sarcasmes.
Et ce, d’autant alors que Molière, installé dans Paris depuis peu avec sa compagnie théâtrale, s’empare de ce thème, obtient un succès auprès du public et acquiert une forte notoriété, par sa comédie Les Précieuses ridicules, en 1659,. Si Molière est l’auteur le plus durablement connu sur ce thème, il n’est pas le seul, Michel de Pure en 1658 avec La Précieuse, ou encore Antoine Baudeau de Somaize avec Le Grand Dictionnaire des précieuses ou la clef de la langue des ruelles, en 1660, peuvent être cités,, mais aussi Charles Sorel et son ouvrage publié en 1644, Les Loix de la Galanterie,.
Molière veut plaire à la bourgeoisie parisienne et au pouvoir royal. Celui-ci vient de mettre fin à des mouvements de rébellions de l’aristocratie contre la monarchie, la Cabale des Importants puis la Fronde des Princes de 1650 à 1653, et le thème choisi par Molière permet de rabaisser encore l’influence intellectuelle de cette même aristocratie, désormais réduite à faire des courbettes en Cour. Certains aspects de la farce de Molière sont des pures inventions comme le langage précieux, un langage imaginé, qui devient un ressort burlesque et qu’on aurait du mal à trouver dans les œuvres de celles qu’on a catalogué en Précieuses, comme Madeleine de Scudéry,,,.
A tel point que certains spécialistes de Molière et de la littérature classique, comme Georges Forestier, ont vu dans la préciosité une invention de cet auteur, une exagération parodique du raffinement des milieux aisés et aristocrates du XVIIe siècle.
La préciosité permet surtout de cataloguer des Précieuses, et beaucoup moins des Précieux : l’émergence de supposées "précieuses" ridicules et pédantes comme les imagine Molière est interprété également comme une réaction misogyne de la critique littéraire du XIXe siècle à l’émergence en force de femmes, et de cercle de femmes, dans les milieux intellectuels parisiens au XVIIe siècle, à travers des écrits mais aussi des salons littéraires. Ces groupes de femmes inquiètent, écrivent a postériori des historiennes et auteurs féministes telles que Marilyn Yalom : « Elles créent pour elles-mêmes une vie sociale indépendantes de leurs maris. Ceci leur permet de créer des amitiés avec à la fois des hommes et des femmes et de mener des activités culturelles qui jusque là étaient dominées par la gent masculine ». 

### Orthographe
Le XVIIe siècle est l’époque de la création de l’Académie française, en 1635, et c'est aussi l'époque d’une controverse orthographique assez vigoureuse dans le royaume de France. Des propositions visant à simplifier l’orthographe de la langue française sont émises en particulier par Philibert Monet, notamment dans son ouvrage Invantaire des deus langues latine et françoise (paru également en 1635) et indépendamment, à vrai dire, des Précieuses, même si les femmes de lettres cataloguées comme Précieuses se sont souvent montrées favorables à ces simplifications. Philibert Monet obtient que quelques-unes de ses propositions soient retenues dans le dictionnaire de l’Académie française.

### Vocabulaire et devenir de la Préciosité
Celle-ci a été associée à des inventions lexicales, imaginées en bonne partie par Molière, qui en fait un ressort comique. Georges Forestier écrit ainsi : « Comme le langage précieux n’existait pas, il revint à Molière de l’inventer », Molière n’invente pas tout cependant, et reprend là encore des éléments de Charles Sorel, dans son ouvrage parodique sur Les Loix de la Galanterie. Ces inventions lexicales comprennent l’emploi exagéré d’adverbes intensifs  (furieusement, terriblement, etc..), l’usage d’adjectifs substantivés (le sublime, etc), des périphrases et des métaphores saugrenues,
Plus qu’un mouvement littéraire, la préciosité devient un tour d’esprit et une façon maniérée de s’exprimer, ce qui permet à un spécialiste de la littérature comme René Bray, dans son ouvrage de 1948, La Préciosité et les Précieux, de Thibaut de Champagne à Jean Giraudoux, de déceler ponctuellement des renaissances de cette préciosité au XIXe et XXe siècles.